# E-sports BIKE
e-sports BIKE（イースポーツバイク）は、自転車を使用したe-sports。タブレットやスマートフォン等にダウンロードしたソフト（「ZWIFT」や「ONELAP JAPAN」等）と連動可能なスマートローラーをBluetooth接続し、そのローラーにロードバイク等のスポーツタイプの自転車をセットし使用する。画面内のアバター（人物）が実際に自転車を漕いだ距離だけ進み、画面内のコースによって坂道では傾斜斜度に合わせた負荷が発生し、山岳コースの厳しさが体験できるなど、画面内コースのリアルな感覚を体感できる。

## 使用環境
場所、時間、天候に関係なくいつでもどこでもサイクリング、自転車トレーニングができる。一人での使用はもとよりオンライン上で世界中の人と一緒に同時に楽しむことが出来ることから、コロナ禍の環境下でも安心して複数の人とサイクリングやレースを楽しむことができる。さらに、自宅や屋内で出来ることから事故の心配もなく、安全面においても女性ユーザーによろこばれている。

## イベント開催
2020年11月 - 12月にかけて「MOVING 2020」（主催：株式会社METRA）の第1回目のレースイベントが開催された。このイベントは約40回の予選レースと、2日間の決勝大会を無観客生配信で実施。多数の自転車ロードプロ選手をはじめ、ONELAP ANGEL(e-sports BIKE 初のサイクリスト女性プロチーム)、生駒里奈、大貫彩香などタレントもゲスト参加した。
MOVINGは無観客でありながら配信会場とバーチャル参加ユーザーとの大きな盛り上がりを成功させた、新たなスポーツとして高い評価を得ている。